# 龍門拳
龍門拳，山東拳術，為中國武術流派之一，栖霞市非物質文化遺產。

## 源流
龍門拳據傳為全真教北七真中丘處機所創，以自身棲隱的龍門洞命名，以崂山太清宫为中心，流傳於周邊全真教龍門派相關道觀之中。

## 介紹
龙门拳讲究后發制人，强调手、眼、身、法、步；精、神、气、力、功；腰、识、胆、劲並用，动作多腿法、發力動中求靜，要求剛柔並濟，形正体鬆。

## 來源
1. 1 2  .   [2023-01-31]. （原始内容存档于2023-01-31）.